# Waischenfeld

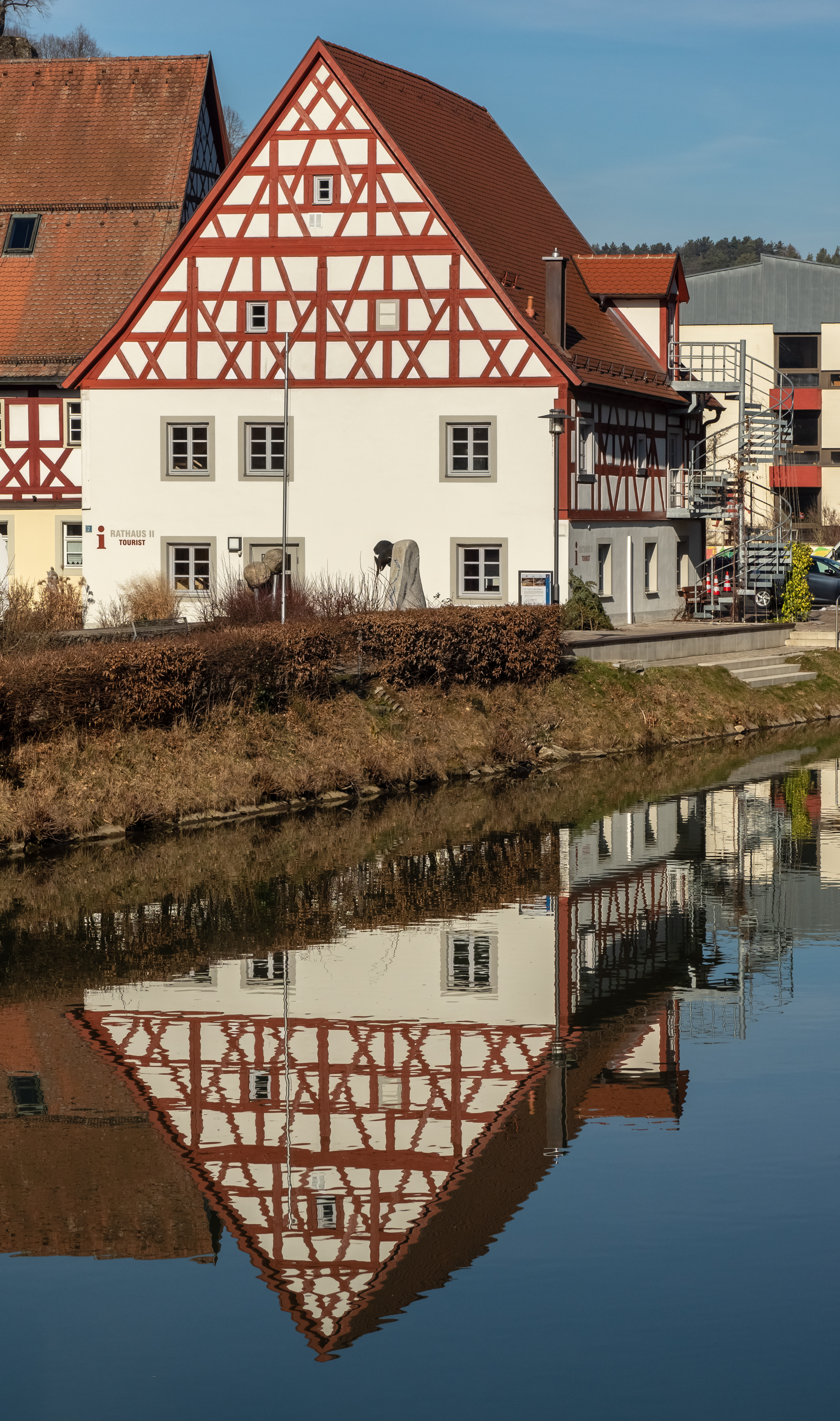
Ancienne maison à Waischenfeld. Photo février 2019.

Waischenfeld est une ville de Bavière (Allemagne), située dans l'arrondissement de Bayreuth, dans le district de Haute-Franconie.